# Ostodes paniculata
Ostodes paniculata är en törelväxtart som beskrevs av Carl Ludwig von Blume. Ostodes paniculata ingår i släktet Ostodes och familjen törelväxter.

## Underarter
Arten delas in i följande underarter:
- O. p. katharinae
- O. p. paniculata